# 3 Nuts in Search of a Bolt
3 Nuts in Search of a Bolt este un film de comedie din 1964, cu Mamie Van Doren și Tommy Noonan, care au regizat și co-scris filmul.

## Distribuție
- Mamie Van Doren ca simbolul Saxie
- Tommy Noonan ca el însuși
- Ziva Rodann ca Dr. Myrna Von
- Paul Gilbert ca Joe Lynch
- John Cronin ca Bruce Bernard
- Howard Koch ca Dr. Otis Salverson